# Silene atropurpurea
Silene atropurpurea là loài thực vật có hoa thuộc họ Cẩm chướng. Loài này được (Griseb.) Greuter & Burdet miêu tả khoa học đầu tiên năm 1982.